# جزر فارو
جزر فارو كما تدعى فَارُوَة أو فَرْوَة (بالفاروية: Føroyar؛ وتُلفظ: [ˈfœɹjaɹ]، بالدنماركيَّة: Færøerne؛ وتُلفظ: [ˈfæɐ̯øːˀɐnə]) هو بلد يتبع إداريًا للتاج الدنماركي ويُشكّل أرخبيلًا يقع شمال المحيط الأطلسي على خط جي يو كي وعلى بعد 320 كيلومتر (200 ميل) شمال غربي بريطانيا وتقريباً في منتصف المسافة الفاصلة بين النرويج وآيسلندا. تعد جزر فارو بلدًا متمتعًا بالحكم الذاتي ضمن مملكة الدنمارك. تبلغ مساحتها حوالي 1,400 كيلومتر مربع (541 ميل مربع)، وعدد سكانها 50,322 نسمة في أكتوبر 2017، وتقسّم إداريًا إلى أربع وثلاثين بلدية. عملتها الرسمية هي الكرونة الفارويَّة والكرونة الدنماركيَّة. ويتحدّث سكانها اللغة الدنماركية، واللغة الفاروية اللّتين تعدّان لغتان رسميتان في الجزر.
تتميز تضاريس جزر فارو بوعورتها ومناخها المحيطيّ شبه القطبيّ فيغلب عليها الجو البارد والماطر والغائم. وتسجل معدلات درجات الحرارة قيمًا أعلى من درجة التجمد خلال العام رغم موقعها على خطوط العرض الشمالية ويرجع السبب في هذا إلى تيار الخليج المار من منطقة شمال المحيط الأطلسي.
كانت جزر فارو جزءاً من مملكة النرويج الوراثيَّة خلال الفترة التي امتدت من عام 1035 حتى عام 1814. وقعت جزر فارو بالإضافة إلى جرينلاند وآيسلندا تحت سيطرة الدنمارك بموجب ما نصَّت عليه معاهدة كيل عام 1814 بعدما كانت جميعها تابعة للنرويج. وظلت الجزر بلدًا يتمتع بالحكم الذاتي ضمن مملكة الدنمارك منذ عام 1948.
يقع على عاتق الحكومة المحلية الإشراف وتسيير معظم الشؤون المحلية، أما الدنمارك فتتولى مسؤولية الدفاع العسكري والشرطة والعدل والقضاء والشؤون الخارجية. تقع جزر فارو في منطقة جمركية مختلفة عن الدنمارك ولها سياسة تجارية مستقلة عن الدنمارك، ما يُمكَّنها من إبرام اتفاقيات تجارية مع دول أخرى بصورة مستقلة. كما تحظى بمقعد خاص في المجلس الشمالي بصفتها إقليم متمتع بحكم ذاتي ضمن الوفد الدنماركي. كما لفارو فرق رياضية وطنية خاصة بها في بعض الرياضات.

## الجغرافيا

### المساحة
تبلغ مساحة أراضيها 1,399 كم2.

### الموقع الجغرافي
تقع جغرافياً في منتصف المسافة بين النرويج وآيسلندا بين شمال المحيط الأطلسي والبحر النرويجي، وتحديداً في أقصى الجهة الشمالية من قارة أوروبا.

### الموقع الفلكي
تقع فلكياً على خط طول 06.47 درجة غرب خط جرينتش، وعلى دائرة عرض 62 درجة شمال خط الاستواء.

## التاريخ
تاريخ جزر فارو لا يزال يحفوه الغموض، حيث أنه لا توجد مصادر كثيرة موثقة حول أول من استوطن منطقة جزر فارو، ولعلهم شعوب قادمة من أيرلندا، إلا أن التاريخ الموثق لجزر فارو بدأ بوقوعها تحت سيطرة الفايكينغ في القرن 9 م، ثم بتوالي عدة دول مستعمرة عليها: النرويج، بريطانيا، ألمانيا، الدانمارك، وهي الآن تبعية دنماركية تتمتع بحكم.

### العصور الوسطى
إثر توحد ملوك النرويج والدانمارك لأسباب عائلية سنة 1380، أصبحت جزر فارو إضافة إلى أيسلاندا وجرينلاند تابعة للنرويج المتحد مع الدانمارك، لكنها ظلت تعتبر من المقاطعات النرويجية. في سنة 1349 وصل وباء الموت الأسود إلى جزر فارو وقتل حوالي ثلث ساكنيها بتقدير بلغ (1000 إلى 3000 شخص على الأقل).
خلال القرنين الرابع عشر والخامس عشر، تم تعزيز التواصل بين جزر فارو وكوبنهاغن على حساب برغن. سنة 1524 قام هنري الثامن ملك إنجلترا برفض عرض الحصول على جزر فارو وأيسلندا من ملك النرويج-الدانمارك كريستيان الثاني.

## الدين

### المسيحية في جزر فارو
دخلت المسيحية إلى جزر فارو عام 999، وتبنّت جزر فارو المذهب البروتستانتي الإصلاحي في 1 يناير 1540، متجاوزةً السلطة البابوية الكاثوليكية. وفقًا للإحصاءات الرسمية من عام 2011 فإن حوالي 95.4% من السكان في جزر فارو هم مسيحيون، منهم حوالي 81.6% أعضاء في الكنيسة الرسمية للدولة، أو كنيسة جزر فارو اللوثرية (باللغة الفارويَّة :Fólkakirkjan)، وهي كنيسة وطنية بروتستانتية لوثرية أصبحت مستقلة عن كنيسة الدنمارك في عام 2007. معدل الحضور في الكنائس وممارسة الطقوس المسيحية في جزر فارو هو الأعلى من بين الدول الإسكندنافية

### الإسلام في جزر فارو
عدد المسلمين في جزر فارو يجاوز ألف نسمة بحسب المتاح من المعلومات، أغلبهم من المسلمين السنة.

## اللغة
تعتمد جزر فارو على لغتها الخاصة اللغة الفاروية جنبا لجنب اللغة الدنماركية.

## السياسة
اشتهرت الجزر ببناء علاقات تقليدية مع كل من جزر أوركني وشتلاند التابعة لاسكتلندا، وآيسلندا، وجرينلاند كما ليس لها جيش فهي تقع تحت حماية الجيش الدانماركي لكن لها قوة بحرية صغيرة وشرطة محلية.

## المناخ
إن موقع الدنمارك في الركن الشمالي الشرقيّ من قارة أوروبا وقربها من الدائرة القطبية الشماليّة يفرض عليها نمطاً مناخياً بارداً على مدار العام، فشتاؤها بارد جداً، وتتراكم الثلوج طيلة الفصل، وتنخفض درجات الحرارة إلى ما دون الصفر، في الصيف ترتفع درجات الحرارة إلى حوالي 15 درجةٍ مئويةٍ، والأمطار قليلةً لكون أغلب التساقط فيها يكون عبارةً عن ثلوج.

## الاقتصاد
على الرّغم من انهيار اقتصاد الجزر في التسعينات إلّا أنّه منذ عام 2000م بدأت مرحلة جديدة من النموّ والازدهار الاقتصادي من خلال إنشاء مشاريع تكنولوجية وتجاريّة جديدة التي يمكن من خلالها جذب استثمارات جديدة، وساهم ذلك في خفض نسبة البطالة، لتُصبح أقل دولةٍ أوروبيّة تمتلك نسبة بطالة، وعلى الرغم من ذلك حصلت على قرض قدره 52 مليون دولار في عام 2008م بعد تدهور القطاع البنكي وتعد عملتها الرسمية كرونة فاروية بعد أن احتلت ألمانيا النازية الدانمارك فاضطرت أن تصدر جزر فارو عملتها الخاصة.

## السكان
تعد سكان جزر فارو 50,196 نسمة حسب تعداد 2015 ومنهم فارويين ودانماركيين وألمانيين في الشمال ويتكلمون اللغة الفاروية والدانماركية وأديانهم تختلف إما مسيحية أو إسلام.

## الثقافة

### الرياضة
تأسس المنتخب جزر فارو لكرة القدم 1979م ولعب أول مبارياته ضد آيسلندا وانتهت بفوزه 1-0 ومدرب المنتخب لارس أولسن ولها أيضا دوري الفاروي الممتاز وفرق فاروية وستشارك لأول مرة في الألعاب الأولمبية الصيفية سنة 2020 وسبق أن شاركت في الألعاب البارلمبية.

## معرض صور

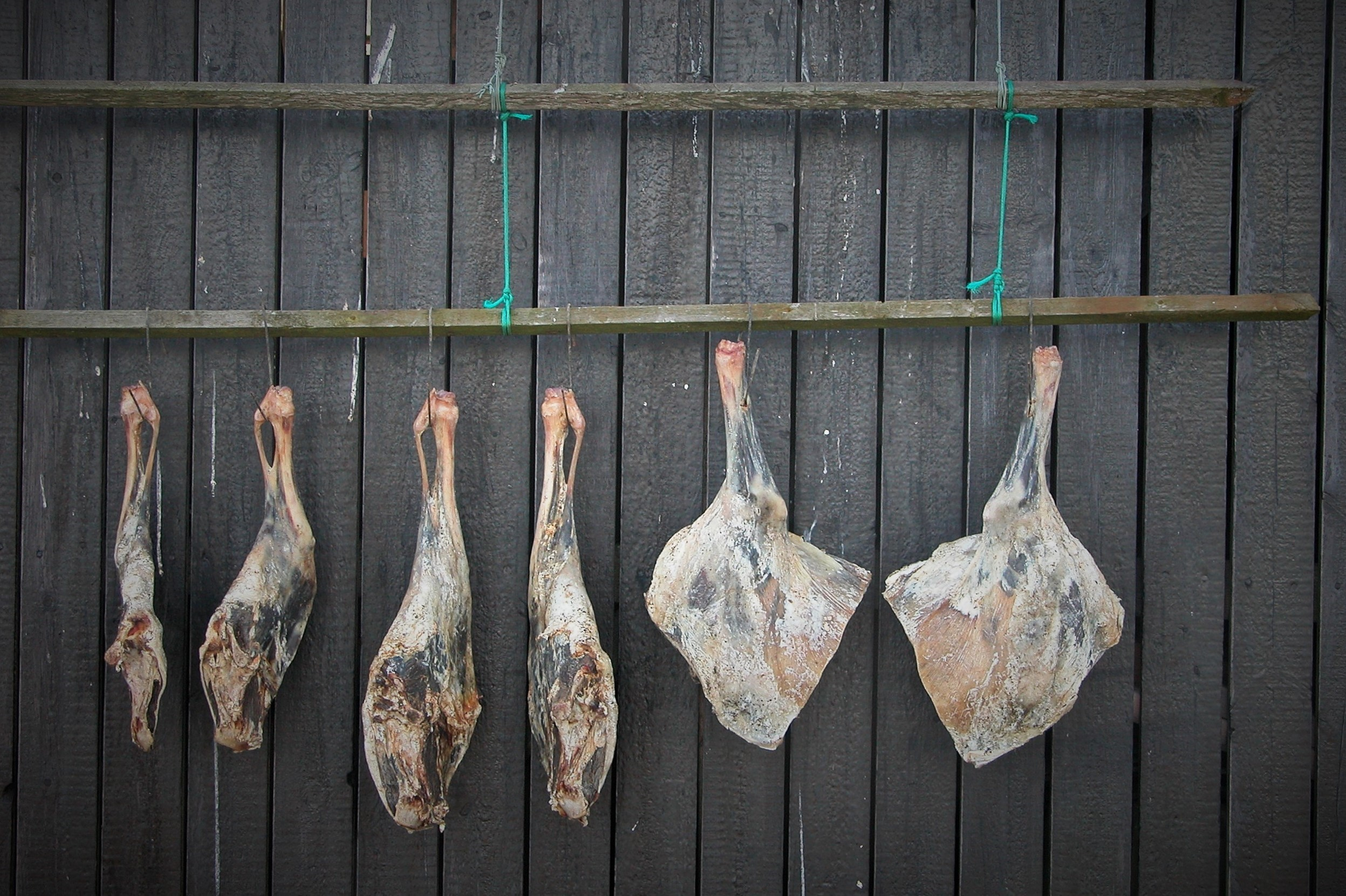
لحم مجفف على طريقة جزر فارو
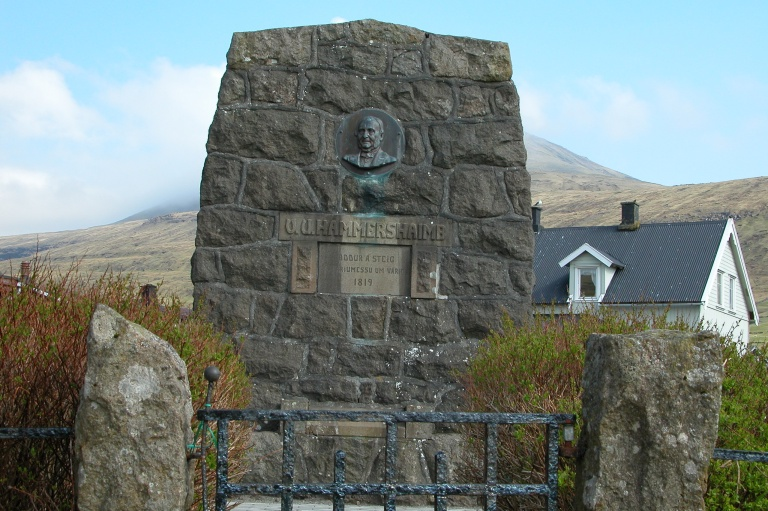
ضريح أو مكان دفن Hamershaimb مخترع ومطور اللغة والكتابة الفاروية (1819-1909)
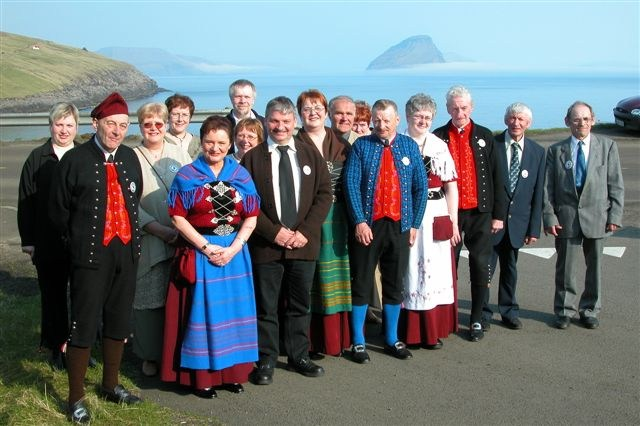
اللباس التقليدي في جزر فارو

## وصلات خارجية
- موقع حكومة جزر فارو
- قانون الحكم المحلي لجزر فارو
- The Unity of the Realm (حالة جزر فارو ضمن مملكة الدنمارك)